# グレッグ・ボーン
グレゴリー・ラモント・ボーン（Gregory Lamont Vaughn, 1965年7月3日 - ）は、アメリカ合衆国カリフォルニア州サクラメント出身の元プロ野球選手（外野手）。
ジェリー・ロイスターとモー・ボーンは従兄弟にあたる。

## 経歴

### プロ入り - ブルワーズ時代 (1986 - 1996)

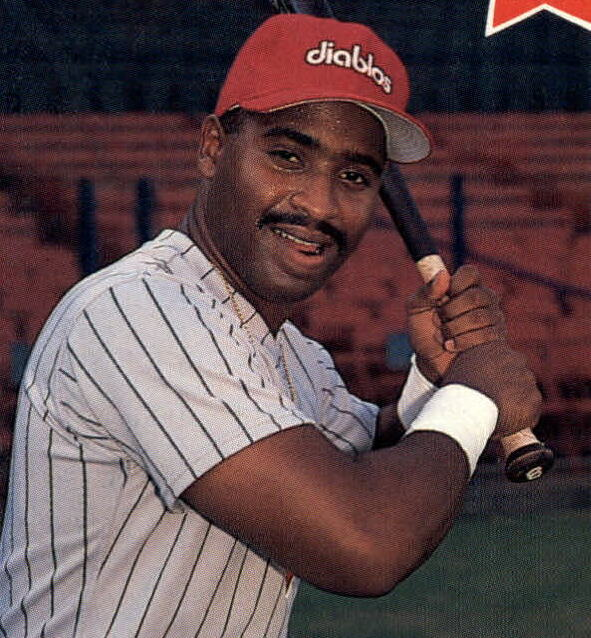
1988年

プロ入りまでに4度ドラフトで指名され、5度目の指名でプロ入りした。まず1984年には、1月17日にセントルイス・カーディナルスからドラフト5巡目、次いで6月4日にミルウォーキー・ブルワーズから二次ドラフト4巡目で指名されたが、いずれも契約せず。そして翌1985年は、1月3日にピッツバーグ・パイレーツから1巡目 (全体19位) 、6月3日にカリフォルニア・エンゼルスから二次ドラフト3巡目で指名されたが、この年も契約しなかった。
そして、1986年6月2日にブルワーズから二次ドラフト1巡目 (全体4位) で指名され、6月13日に契約を結んだ。プロ入り後、マイナーリーグのルーキー級のヘレナ・ゴールドソックスに配属され、66試合に出場。打撃面では、打率.291・16本塁打・54打点・23盗塁・OPS0.905という成績を残した。また、守備面では外野手として63試合で守りに就き、3失策・守備率.972という成績だった。
1987年は、A級のベロイト・ブルワーズに昇格し、139試合に出場。打率.305・33本塁打・105打点・36盗塁・OPS1.018という成績を残し、本塁打は同年のミッドウェストリーグで最多だった。守備面では、135試合の外野守備で10失策・守備率.963だった。
1988年は、AA級のエルパソ・ディアブロスで131試合に出場し、打率.301・28本塁打・105打点・22盗塁・OPS0.932という打撃成績を記録。2年連続で打率.300・25本塁打・100打点・20盗塁のラインを、全てクリアした。守備では115試合で外野守備に就いて、7失策・守備率.970だった。
1989年8月10日のクリーブランド・インディアンス戦で、メジャーデビューを果たした。デビュー戦では代走として出場し、バッターボックスに入る機会はなかった。この年は最終的に38試合に出場し、打率.265・5本塁打・23打点・4盗塁・OPS0.761という成績を残した。守備では23試合でレフトを守り、2失策・守備率.946という成績を残した。また、マイナーではAAA級のデンバー・ゼファーズで110試合に出場し、打率.276・26本塁打・92打点・20盗塁・OPS0.923という成績を残した。
1990年は、120試合に出場して打率.220・17本塁打・61打点・7盗塁・OPS0.712という打撃成績を記録。守備面では、106試合でレフトを守り、7失策・守備率.966という成績を残した。
1991年は、145試合の出場で打率.244・27本塁打・98打点・2盗塁・OPS0.774という成績を残した。また、守備面では、135試合でレフトを守って2失策・守備率.994を記録したほか、メジャーで初めてライトの守備にも就いた (1試合) 。
1992年は141試合に出場し、打率.228・23本塁打・78打点・15盗塁・OPS0.723という成績を記録。メジャーでのシーズンで初めて2ケタ盗塁を決めたが、一方で盗塁死も15あり、成功率は50%だった。守備では、レフトを131試合で守って3失策・守備率.990という成績を残した。
1993年は、前半戦で打率.308・19本塁打・68打点・8盗塁・OPS0.940という成績を記録。初めてオールスターに選出され、ヒットを1本放った。同年、最終的には154試合に出場し、打率.267・30本塁打・97打点・10盗塁・OPS0.850という成績を残した。守備面では、94試合でレフトを守り、3失策・守備率.986という成績を記録。また、指名打者としても58試合に出場した。
1994年は、95試合の出場で打率.254・19本塁打・55打点・9盗塁・OPS0.824という打撃成績を記録。守備では81試合でレフトを守った以外に、1試合だけセンターの守りにも就いた。
1995年は108試合に出場し、打率.224・17本塁打・59打点・10盗塁・OPS0.725という成績を残した。また、メジャーデビュー後では初めて守備に就く機会がなかった。前年と同年は、右肩の故障に見舞われたことで、成績が低下した。
1996年は、3年ぶり2度目のオールスターに選出されたが、試合には出場しなかった。同年は7月末までに102試合に出場し、打率.280・31本塁打・95打点・5盗塁・OPS0.948という成績を残していた。

### パドレス時代 (1996 - 1998)
1996年7月31日に、ブライス・フロリー、マーク・ニューフィールド、ロン・ビローンとのトレードで、ジェリー・パレント (後日指名) とサンディエゴ・パドレスへ移籍した。ボーンがトレードされたことは、試合中にスコアボードでも知らせられた。パドレス加入後はスランプに陥り、43試合の出場で打率.206・10本塁打・22打点・4盗塁・OPS0.783という成績に終わった。通年では、145試合の出場で打率.260・41本塁打・117打点・9盗塁・OPS0.903だった。守備面では、レフトを計137試合で守って6失策・守備率.978だった (ブルワーズではセンターも守った) 。この年、パドレスは地区優勝した為、ボーンはキャリア初のポストシーズンを経験。カーディナルスとのNLDSでは、いずれも代打として3試合に出場したが、無安打に終わった。10月28日にFAとなったが、12月19日にパドレスと再契約した。
1997年は120試合に出場し、打率.216・18本塁打・57打点・7盗塁・OPS0.716という打撃成績を記録。これら5部門は、いずれも前年の通算成績を下回り、特に本塁打と打点は半分以下の数字だった。守備面では94試合でレフトを守り、1失策・守備率.994という成績だった。
1998年は、2年ぶり3度目のオールスターに選出された。代打で出場したボーンはヒットを1本放ち、2打点を記録した。この年は、自己最高となる158試合に出場し、打率.272・50本塁打・119打点・11盗塁・OPS0.960という成績を記録。2020年2月時点で、本塁打はパドレスの球団記録であり、打点も球団歴代3位の記録である。パドレスが地区優勝したことで、ボーンは2年ぶりにポストシーズンに出場。ヒューストン・アストロズとのNLDSでは、初戦でランディ・ジョンソンからホームランを放った。チームはリーグ優勝し、ワールドシリーズにも出場したボーンは、第1戦でデービッド・ウェルズから2本塁打を記録。オフの表彰では、自身初のシルバースラッガー賞に選出されたほか、MVP投票でも4位にランクインした。

### レッズ時代 (1999)
1999年2月2日に、ジョシュ・ハリス、ダミアン・ジャクソン、レジー・サンダースとのトレードで、マーク・スウィーニーと共にシンシナティ・レッズへ移籍した。なお、当時のレッズは髭を禁止する方針を打ち出していた為、ボーンもキャリアを通して生やしていたあご髭を剃ることになる可能性があったが、最終的には許容された。レッズでは153試合に出場し、打撃面では打率.245・45本塁打・118打点・15盗塁・OPS0.881という成績を記録。また守備面では、144試合でレフトを守って4失策・守備率.986という成績を記録した。オフには、2年連続でMVP投票の4位にランクインした。そして、10月28日にFAとなった。

### デビルレイズ時代 (2000 - 2002)
1999年12月13日に、タンパベイ・デビルレイズと4年3400万ドルで契約。デビルレイズ加入1年目の2000年は、127試合に出場して打率.254・28本塁打・74打点・8盗塁・OPS0.864という成績を残した。守備面では72試合でレフトの守りに就いたが、DHとしても52試合に出場した。
2001年は、自身4度目のオールスターに選ばれた。シーズン成績は、136試合の出場で打率.233・24本塁打・82打点・11盗塁・OPS0.766だった。また、守備に就くよりもDHで出場する機会の方が増え、レフトを守ったのが57試合に対して、DHが76試合だった。
2002年は、胸の故障の影響もあり、69試合の出場で打率.163・8本塁打・29打点・3盗塁・OPS0.601という成績に終わった。また、レフトの守備に就いたのは31試合で、1失策・守備率.987を記録した。
2003年3月22日に、解雇された。

### ロッキーズ時代 - 引退 (2003)
2003年4月9日に、コロラド・ロッキーズと契約を結んだ。ロッキーズでは22試合に出場し、打率.189・3本塁打・5盗塁・OPS0.840という成績を残した。また、この年は9年ぶりにマイナーでも試合に出場。AAA級のコロラドスプリングス・スカイソックスで35試合に出場し、打率.302・12本塁打・35打点・1盗塁・OPS1.078という成績だった。その後、7月13日にFAとなった。
2004年は、カーディナルスでスプリングトレーニングに参加したが、ひどい結果に終わり、現役引退を表明した。

## 詳細情報

### 年度別打撃成績
| 年 度      | 球 団      | 試 合 | 打 席 | 打 数 | 得 点 | 安 打 | 二 塁 打 | 三 塁 打 | 本 塁 打 | 塁 打 | 打 点 | 盗 塁 | 盗 塁 死 | 犠 打 | 犠 飛 | 四 球 | 敬 遠 | 死 球 | 三 振 | 併 殺 打 | 打 率 | 出 塁 率 | 長 打 率 | O P S |
| ---------- | ---------- | ----- | ----- | ----- | ----- | ----- | -------- | -------- | -------- | ----- | ----- | ----- | -------- | ----- | ----- | ----- | ----- | ----- | ----- | -------- | ----- | -------- | -------- | ----- |
| 1989       | MIL        | 38    | 128   | 113   | 18    | 30    | 3        | 0        | 5        | 48    | 23    | 4     | 1        | 0     | 2     | 13    | 0     | 0     | 23    | 0        | .265  | .336     | .425     | .761  |
| 1990       | MIL        | 120   | 429   | 382   | 51    | 84    | 26       | 2        | 17       | 165   | 61    | 7     | 4        | 7     | 6     | 33    | 1     | 1     | 91    | 11       | .220  | .280     | .432     | .712  |
| 1991       | MIL        | 145   | 614   | 542   | 81    | 132   | 24       | 5        | 27       | 247   | 98    | 2     | 2        | 2     | 7     | 62    | 2     | 1     | 125   | 5        | .244  | .319     | .456     | .775  |
| 1992       | MIL        | 141   | 573   | 501   | 77    | 114   | 18       | 2        | 23       | 205   | 78    | 15    | 15       | 2     | 5     | 60    | 1     | 5     | 123   | 8        | .228  | .313     | .409     | .722  |
| 1993       | MIL        | 154   | 667   | 569   | 97    | 152   | 28       | 2        | 30       | 274   | 97    | 10    | 7        | 0     | 4     | 89    | 14    | 5     | 118   | 6        | .267  | .369     | .482     | .851  |
| 1994       | MIL        | 95    | 423   | 370   | 59    | 94    | 24       | 1        | 19       | 177   | 55    | 9     | 5        | 0     | 1     | 51    | 6     | 1     | 93    | 6        | .254  | .345     | .478     | .823  |
| 1995       | MIL        | 108   | 451   | 392   | 67    | 88    | 19       | 1        | 17       | 160   | 59    | 10    | 4        | 0     | 4     | 55    | 3     | 0     | 89    | 10       | .224  | .317     | .408     | .725  |
| 1996       | MIL        | 102   | 442   | 375   | 78    | 105   | 16       | 0        | 31       | 214   | 95    | 5     | 2        | 0     | 5     | 58    | 4     | 4     | 99    | 6        | .280  | .371     | .578     | .948  |
| 1996       | SD         | 43    | 167   | 141   | 20    | 29    | 3        | 1        | 10       | 64    | 22    | 4     | 1        | 0     | 0     | 24    | 2     | 2     | 31    | 1        | .206  | .329     | .454     | .783  |
| '96計      | SD         | 145   | 609   | 516   | 98    | 134   | 19       | 1        | 41       | 278   | 117   | 9     | 3        | 0     | 5     | 82    | 6     | 6     | 130   | 7        | .260  | .365     | .539     | .904  |
| 1997       | SD         | 120   | 422   | 361   | 60    | 78    | 10       | 0        | 18       | 142   | 57    | 7     | 4        | 0     | 3     | 56    | 1     | 2     | 110   | 7        | .216  | .322     | .393     | .715  |
| 1998       | SD         | 158   | 661   | 573   | 112   | 156   | 28       | 4        | 50       | 342   | 119   | 11    | 4        | 0     | 4     | 79    | 6     | 5     | 121   | 7        | .272  | .363     | .597     | .960  |
| 1999       | CIN        | 153   | 643   | 550   | 104   | 135   | 20       | 2        | 45       | 294   | 118   | 15    | 2        | 0     | 5     | 85    | 3     | 3     | 137   | 9        | .245  | .347     | .535     | .882  |
| 2000       | TB         | 127   | 545   | 461   | 83    | 117   | 27       | 1        | 28       | 230   | 84    | 8     | 1        | 0     | 2     | 80    | 3     | 2     | 128   | 10       | .254  | .365     | .499     | .864  |
| 2001       | TB         | 136   | 562   | 485   | 74    | 113   | 25       | 0        | 24       | 210   | 82    | 11    | 5        | 0     | 3     | 71    | 7     | 3     | 130   | 10       | .233  | .333     | .433     | .766  |
| 2002       | TB         | 69    | 297   | 251   | 28    | 41    | 10       | 2        | 8        | 79    | 29    | 3     | 2        | 0     | 2     | 41    | 1     | 3     | 82    | 5        | .163  | .286     | .315     | .601  |
| 2003       | COL        | 22    | 46    | 37    | 8     | 7     | 3        | 0        | 3        | 19    | 5     | 0     | 0        | 0     | 1     | 8     | 0     | 0     | 13    | 0        | .189  | .326     | .514     | .840  |
| 通算：15年 | 通算：15年 | 1731  | 7070  | 6103  | 1017  | 1475  | 284      | 23       | 355      | 2870  | 1072  | 121   | 59       | 11    | 54    | 865   | 54    | 37    | 1513  | 101      | .242  | .337     | .470     | .807  |

### 表彰
- シルバースラッガー賞 1回：1998年
- カムバック賞 1回：1998年
- MLBオールスターゲーム選出 4回：1993年, 1996年, 1998年, 2001年